# وليم ليندسي وايت
وليم ليندسي وايت (بالإنجليزية: William Lindsay White)‏ (1900 - 1973)؛ صحفي، سياسي وروائي أمريكي. درس في جامعة هارفارد.